# 鯡魚之戰
鯡魚之戰（Battle of Herrings），又称魯夫賴戰役（Battle of Rouvray），是1429年2月12日發生在法國奧爾良北部的軍事行動，此時正值奧爾良之圍期間。造成此次衝突的直接因素是來自法軍試圖阻止並掠奪一隊輸往英軍的補給。英軍自上年十月便開始包圍奧爾良市鎮。法軍獲得由達恩利的約翰·斯圖爾特帶領的蘇格蘭軍隊援助。在這個地區有兩個名為Rouvray的地方，何者為事件發生地點仍有爭論，但根據法斯特爾夫的傳記記載，比較有可能是在Rouvray-Sainte-Croix周邊。
這支補給隊由約翰·法斯特爾夫爵士護送，並已在稍早前在巴黎獲得配備。這支補給隊運送約300車的十字弓、加農砲、砲彈，以及數桶的鯡魚。最後者是由於禁葷的四旬期接近而運送，也因為這些魚而賦予這場戰鬥不平凡的名稱。

## 戰鬥
這個戰場一片平坦，缺乏特殊性。法軍約3000－4000人遭遇英軍相對很小的軍隊，英軍將補給車輛拉成一列形成臨時防禦工事進行防禦。整個防禦型態因為安置了用來阻止法軍騎兵衝鋒的尖木樁而顯得更完整。這個戰術曾被用於阿金庫爾戰役並獲得大成功。法軍的攻勢開始於火器部隊的砲擊，不過對當時人來說，還不能善用這種新穎的武器。
400名蘇格蘭菁英步兵前往攻擊英軍編隊，由於太早出動造成火炮為避免造成友軍傷害而不攻擊。蘇格蘭人本身沒有良好的鎧甲保護，因此英軍弓箭手與十字弓手躲在貨車堡壘後方射擊，造成他們很大的傷亡。
這時候的英軍，因為看到法軍沒有跟上蘇格蘭的攻勢，因此開始策畫反擊。英軍襲擊法/蘇格蘭軍紊亂的後方與兩翼，強迫他們戰鬥。
據估算，法國與蘇格蘭聯軍約損失400人，包含蘇格蘭指揮官斯圖亞特。著名的讓·德·迪努瓦也在此戰中負傷並從死裡逃生，他後來與聖女貞德共同行動，並在解除奧爾良之圍與羅亞爾河戰役中扮演重要的角色。

## 結果與意義
從今日的角度來看，一般認為法軍在此戰的敗因在於沒有讓砲擊發會到最大的效果，雖然在當時並不那麼認為。此戰役後敗因被歸咎於克勒芒伯爵的懦弱並遭到蔑視。不久克勒芒伯爵和負傷的迪努瓦隨者2000名士兵離開奧爾良。奧爾良城內的士氣跌到谷底，甚至幾乎要開城投降。
鯡魚之戰是奧爾良之圍自1428年10月開始，到隔年5月聖女貞德到來之間最重要的軍事行動。不過從各方面看來，這仍然算是一場小規模的戰鬥，若非因為有留下文字資料，可能會只會成為軍事歷史中的一個小註腳或甚至被遺忘。
這場戰役另外一個重要的影響在於成為貞德在沃庫勒爾說服羅伯特·博垂庫爾協助並護送她前往希農城的關鍵。正好鯡魚之戰發生當日(1429年2月12日)，貞德第二次和博垂庫爾見面。根據故事，貞德放出「皇太子的軍隊在近日於奧爾良將會遭到嚴重損害」的消息。幾天後，戰敗的消息傳到沃庫勒爾，博垂庫爾據此承認並同意協助貞德前往希農會見皇太子。貞德最後在1429年2月23日離開沃庫勒爾前往希農。